# Benagéber
Benagéber – gmina w Hiszpanii, w prowincji Walencja, we wspólnocie autonomicznej Walencja, o powierzchni 69,82 km². W 2011 roku liczyła 217 mieszkańców.